# 西村実造
西村 実造（にしむら じつぞう、1894年（明治27年）4月19日 - 1950年（昭和25年）8月7日）は、日本の政治家。兵庫県生まれ。公選初代埼玉県知事。1947年（昭和22年）カスリーン台風被害、1948年（昭和23年）埼玉県庁舎焼失など乗り切り、西村県政と謳われた。

## 略歴
- 1919年（大正8年）東京帝国大学法学部卒業。
- 1920年（大正9年）日本郵船株式会社入社。
- 1936年（昭和11年）南満州鉄道に入社。水道局長に就任。
- 1942年（昭和17年）大連汽船株式会社専務に就任。
- 1946年（昭和21年）政府に請われて第40代（官選）埼玉県知事に就任。
- 1947年（昭和22年）知事公選で第42代（公選初代）埼玉県知事に就任。
- 1948年（昭和23年）県庁が放火により焼失し、県職員が逮捕（冤罪の疑いがあり、職員は自殺）。責任を取って辞表を提出するが、当時の埼玉軍政部に忠告され知事を継続する。
- 1949年（昭和24年）日本シルク事件により収賄容疑で逮捕、起訴され埼玉県知事を辞職。
- 1950年（昭和25年）日本シルク事件の係争中、心臓発作により急逝56歲。一連の事件は公訴棄却となった。